# Ходотов, Николай Иванович
Николай Иванович Ходотов (1888, Карачев, Орловская губерния — после 1940) — эсер, делегат Всероссийского Учредительного собрания.

## Биография
Николай Ходотов родился в 1888 году в городе Карачев Орловской губернии в дворянской семье Ивана Ходотова. Информация о его ранних годах и образовании отсутствует.
В 1908 году Николай Ходотов вступил в Партию социалистов-революционеров (ПСР) и оказался под полицейским надзором «царской охранки». В результате он провел один год в заключении в крепости.
Во время Первой мировой войны, в 1917 году, Ходотов был призван в армию и получил звание прапорщика. Стал председателем полкового комитета 12-го пехотного запасного полка. 
После Февральской революции он был избран гласным городской думы, а также председателем Совета солдатских депутатов. Позже в 1917 году Николай Ходотов избрался в члены Учредительного Собрания по Орловскому избирательному округу от эсеров и Совета крестьянских депутатов (список № 3). 5 января 1918 года он стал участников знаменитого заседания-разгона Собрания. 9 января был арестован, но освобожден по требованию левых эсеров.
В феврале 1940 года Николай Ходотов был осужден Особым совещанием при НКВД на 5 лет лишения свободы по статье 58 УК РСФСР. Дальнейшая судьба неизвестна.